# Transhumanizm

Symbol transhumanizmu

Transhumanizm (czasem skracany do >H lub H+) – ruch intelektualny, kulturowy oraz polityczny postulujący możliwość i potrzebę (ale nie konieczność) wykorzystania nauki i techniki, w szczególności neurotechnologii, biotechnologii i nanotechnologii, do przezwyciężenia ludzkich ograniczeń i poprawy kondycji ludzkiej.

## Definicja
Jednym z prekursorów transhumanizmu był rosyjski filozof Nikołaj Fiodorow, przedstawiciel kosmizmu rosyjskiego, zwolennik osiągnięcia przy pomocy metod naukowych radykalnego przedłużenia ludzkiego życia, ludzkiej nieśmiertelności i wskrzeszenia zmarłych ludzi. Jego „filozofia wspólnego czynu” propagowała „chrześcijaństwo aktywne”, którego celem miało być doskonalenie człowieka, także za pomocą nowoczesnych technologii. Wszystko w myśl oryginalnej interpretacji fragmentu Pierwszego Listu do Koryntian (1 Kor 15:21): „Skoro śmierć przyszła przez człowieka, to przez człowieka też dokona się zmartwychwstanie”.
Do dziś rosyjskie środowisko transhumanistów jest jednym z najprężniej rozwijających się na świecie.
Termin „transhumanizm” został ukuty przez biologa Juliana Huxleya w 1957, który zdefiniował go następująco: „człowiek pozostający człowiekiem, ale wykraczający poza siebie przez zrealizowanie nowych możliwości odnoszących się do jego natury”. Definicja Huxleya nie przyjęła się jednak i różni się znacząco od funkcjonującej obecnie (od lat 80 XX w.).
W roku 1966 futurolog F.M. Esfandiary, nauczający nowych koncepcji Człowieka na New School University, uznał się za „transczłowieka” (transhuman – skrót od transitory human, „przejściowa forma człowieka”) zmieniając nazwisko na FM-2030. Transludzie mają być według niego istotami pośrednimi między człowiekiem a postczłowiekiem, które przyswajają sobie najnowsze technologie, style życia i poglądy na świat.
Jednak nowoczesną definicję transhumanizmu stworzył filozof Max More:
Transhumanizm to klasa filozofii, które próbują kierować nas w stronę kondycji postludzkiej. Transhumanizm dzieli wiele elementów z humanizmem – przede wszystkim szacunek dla rozumu i nauki, nacisk na postęp i docenianie roli człowieczeństwa (czy transczłowieczeństwa) w życiu. Transhumanizm różni się od humanizmu przez przyzwolenie (a nawet oczekiwanie) na radykalne zmiany w naszej naturze i dostępnych nam możliwościach oferowanych przez różne nauki i technologie.
Anders Sandberg opisuje nowoczesny transhumanizm jako „filozofię, którą możemy i powinniśmy rozwinąć fizycznie, mentalnie i społecznie przy użyciu racjonalnych metod”. Z kolei Robin Hanson opisuje go jako „pogląd, że nowe technologie są w stanie zmienić świat w następnym stuleciu lub dwóch tak bardzo, że nasi potomkowie w wielu aspektach nie będą mogli być już uważani za ludzi”.
Transhumanizm to również:
- propagowanie polepszenia kondycji ludzkiej przez ulepszające ludzkie ciało technologie, takie jak wyeliminowanie starzenia się oraz rozszerzenie możliwości umysłowych, fizycznych (cyborgizacje), czy fizjologicznych;
- studia nad korzyściami, niebezpieczeństwami i aspektami etycznymi implementacji tych technologii.

## Transhumanizm a technologia
Transhumaniści generalnie wspierają najnowsze technologie, włączając w to wiele kontrowersyjnych, takich jak nanotechnologia, biotechnologia, technologia informacyjna, kognitywistyka czy sztuczna inteligencja, a także hipotetyczne technologie przyszłości jak transfer umysłu i krionika.
Ponieważ wielu obserwatorów uważa, że tempo postępu technologicznego zwiększa się, wielu myślicieli transhumanizmu spekuluje, że następne pół wieku zaowocuje radykalnymi skokami w technologii. Transhumanizm utrzymuje, że jest to pożądane i że ludzie mogą i powinni stać się czymś więcej niż ludźmi przez zastosowanie innowacji takich jak inżynieria genetyczna, nanotechnologia molekularna, neurofarmaceutyki, ulepszone protezy czy bezpośredni interfejs mózg–komputer (zobacz: Projekt poznania ludzkiego cognomu).

## Humanistyczne korzenie
Podążając za oświeceniowymi wartościami politycznymi, moralnymi i filozoficznymi, transhumanizm zmierza do wykorzystania światowych zasobów wiedzy dla polepszenia sytuacji ogółu ludzkości. Transhumanizm zaprzęga rozum, naukę i technologię by wyeliminować biedę, choroby, niepełnosprawność, niedożywienie. Wielu transhumanistów monitoruje potencjał nowych technologii i innowacyjnych systemów społecznych do poprawienia jakości życia (tak ludzi, jak i zwierząt, a nawet całych ekosystemów), a także zapewnienia społecznej równości w dostępie do dóbr materialnych.
Jako że jego korzenie wywodzą się ze świeckiego humanizmu, transhumanizm zakłada, że nie istnieją żadne nadnaturalne siły, które miałyby wpływać na ludzkość czy kierować nią.
Transhumanizm argumentuje, że istnieje etyczny imperatyw by ludzie dążyli do postępu i polepszania kondycji ludzkiej. Jeśli ludzkość wejdzie w post-darwinowską fazę istnienia, w której to ludzie kontrolują ewolucję, to – według transhumanistów – przypadkowe mutacje zostaną zastąpione przez racjonalną, moralną, etyczną i – co najważniejsze – ukierunkowaną zmianę.
By do tego doprowadzić, transhumaniści angażują się w interdyscyplinarne podejścia do zrozumienia możliwości pokonania ograniczeń biologicznych, obejmujące użycie różnych gałęzi nauki, filozofii, ekonomii, historii i socjologii.

## Nurty transhumanizmu

### Subsystemy transhumanizmu
- Immortalizm - nurt intelektualny, który opiera się na twierdzeniu, że „dotychczas w biologii nie wykryto nic, co wskazywałoby na nieuchronność śmierci”[7]. Celem immortalistów jest wyłączenie mechanizmu autodegradacji człowieka poprzez zastosowanie inżynierii genetycznej, komórek macierzystych oraz nanotechnologii i w konsekwencji osiągnięcie nieśmiertelności[8].
- Ekstropianizm – nurt transhumanizmu, który powstał na początku lat 80. XX wieku. Podstawowym dążeniem ekstropianistów jest stworzenie rzeczywistości pozbawionej znamion jakiegokolwiek regresu - wykorzystanie technologii dla stymulowania ciągłego rozwoju i postępu ludzkości[8]. Podstawowe założenia myśli ekstropianistycznej (tzw. pryncypia ekstropii) zostały stworzone przez Maxa More'a.
- Singularytarianizm – nurt, który opiera się na założeniu, że epoka ludzka zakończy się wraz z nadejściem „osobliwości” (singularity), czyli wraz z nastaniem ponadludzkiej superinteligencji. Przedstawiciele tej filozofii dążą do stworzenia superinteligencji poprzez biotechnologię, nanotechnologię oraz nauki kognitywne[8]. Ray Kurzweil datuje nadejście "osobliwości" na 2045 rok.[7]
- Imperatyw hedonistyczny (Abolicjonizm bioetyczny) – subsystem transhumanizmu, który koncentruje się na zapewnieniu gatunkowi ludzkiemu wiecznego i nieskrępowanego granicami biologicznymi szczęścia. W dalszej perspektywie celem takiego abolicjonizmu jest minimalizacja cierpienia i maksymalizacja szczęścia pozostałych świadomych istot[8]. Twórcą tego nurtu jest David Pearce, który w 1995 roku opublikował w internecie manifest abolicjonistyczny The Hedonistic Imperative.[9]
- Postgenderyzm - nurt, który koncentruje się na problemach postpłciowości i postseksualności. Teoretycy postgenderyzmu opierają się na badaniach z zakresu gender studies, queer studies oraz niektórych nurtów feminizmu[10]. Podstawowym celem postgenderystów jest odrzucenie kategorii płci i stworzenie androgynicznych istot[11]. Wśród narzędzi postulowanych przez postgenderystów wskazuje się m.in. ideę artificial wombs (sztucznych łon)[8].
- Technogajanizm (transhumanizm ekologiczny) - nurt, który skupia się na wykorzystaniu najnowszych technologii w celu polepszenia kondycji środowiska. Jednym z postulatów technogajanistów jest terraformacja ciał niebieskich oraz tworzenie sztucznych biosfer dostosowanych do starych i nowych – technologicznie bądź ewolucyjnie wytworzonych – form życia[8].

### Polityczne subsystemy transhumanizmu
- Transhumanizm demokratyczny – filozofia polityczna syntetyzująca demokrację społeczną, liberalną, bezpośrednią i transhumanizm[12]
- Anarchotranshumanizm – filozofia polityczna będąca połączeniem idei anarchistycznych i transhumanizmu[13]
- Prometeizm – religijna filozofia syntetyzująca kosmoteizm i transhumanizm
- Socjalizm transhumanistyczny – filozofia polityczna syntetyzująca socjalizm i transhumanizm
- Transtopianizm – filozofia polityczna syntetyzująca radykalny techno-utopizm i transhumanizm
- Transhumanizm faszystowski - nurt, którego przedstawiciele postulowali wykorzystanie nowoczesnych technologii m.in. do wspomagania hodowli selektywnej czy przymusowej inżynierii genetycznej[8]. Jeden z czołowych przedstawicieli tego nurtu Lyle Burkhead przekonywał, że jedynym państwem prawdziwie transhumanistycznym była III Rzesza[14]. Ostatecznie poglądy te spotkały się ze zdecydowanym sprzeciwem Światowego Stowarzyszenia Transhumanistycznego (World Transhumanist Association), które 25 marca 2002 roku podjęło uchwały potępiające rasizm i ideologie neonazistowskie[8].

W 2014 Zoltan Istvan zadeklarował wolę startu w wyborach prezydenckich w USA w 2016 z ramienia Transhumanist Party. Jest on również członkiem partii libertariańskiej, w gronie której stara się promować ideę trans-humanistyczne, mogące rozwijać w warunkach leseferystycznej wersji kapitalizmu.

## Krytyka
Krytyka transhumanizmu przybiera dwie formy: zastrzeżeń co do możliwości spełnienia celów, jakie stawia sobie transhumanizm oraz zastrzeżeń co do postulowanych przez niego zasad etycznych i moralnych.

### Zastrzeżenia praktyczne
Genetyk i pisarz popularnonaukowy Steve Jones przekonuje, że ludzkość nie ma i nie będzie miała technologii, których oczekują proponenci transhumanizmu. Jones utrzymuje, że technologie te, których przykładem jest inżynieria genetyczna nigdy nie będą oferowały takich możliwości jak to się popularnie przewiduje. Żartował nawet, że specjalnie dla transhumanistów „litery” kodu genetycznego: A, C, G i T powinny zostać zastąpione przez H, Y, P i E (ang. hype – „odlot”, upojenie).
Podobne sądy wygłasza w swojej książce Futurehype: The Tyranny of Prophecy („Odlot przyszłości: Tyrania przepowiedni”) socjolog Max Dublin z Uniwersytetu w Toronto. Wskazuje on, że w przeszłości było już wiele chybionych przewidywań co do rozwoju technologicznego i przekonuje, że przewidywania dzisiejszych futurologów okażą się równie chybione. Poza tym sprzeciwia się on temu, co postrzega jako fanatyzm i nihilizm w forsowanych przez transhumanistów kwestiach widząc w nich paralele do ideologii marksistowskiej.
Jednak transhumaniści nie zgadzają się z tymi zarzutami mówiąc, że w szczególności sama idea fanatyzmu czy nihilizmu jest obca racjonalizmowi ruchu. Poza tym przekonują, że prawie każde osiągnięcie technologiczne ostatniego stulecia zostało przewidziane przez futurologów i pisarzy science fiction.

### Zastrzeżenia natury moralnej
Krytycy i przeciwnicy poglądów transhumanistycznych zwykle uznają, że najskuteczniejszą formą usprawnienia społeczeństwa są środki natury etycznej, a nie technologicznej. Rozwiązania technologiczne mogą być stosowane w powiązaniu z rozwiązaniami innej natury, ale niektórzy wyrażają obawę, że silna promocja tych pierwszych może odciągać uwagę i zasoby od badań społecznych. Jako że większość transhumanistów popiera wprowadzanie nie-technologicznych zmian w społeczeństwie, a większość krytyków transhumanizmu stawia na wprowadzanie ulepszeń w telekomunikacji i opiece zdrowotnej, różnica między nimi to zwykle kwestia rozłożenia akcentów w dyskusji. Czasem jednak istnieją silne rozbieżności na temat podstawowych wartości, takich jak: człowieczeństwo, ludzka natura i moralność aspiracji transhumanistycznych.
Jeden z bardziej znaczących krytyków transhumanizmu, Bill Joy, współzałożyciel Sun Microsystems, przekonuje w swym eseju „Why the future doesn’t need us”, że istoty ludzkie dzięki zdobyczom transhumanizmu najprawdopodobniej przypieczętowałyby jedynie swoje wyginięcie. Neoluddyści sekundują tu Joyowi dodając, że ludzkość ma wrodzony brak kompetencji do kierowania swoją ewolucją i powinna zupełnie wycofać się z postępu technologicznego.
Brytyjski astronom Martin Rees twierdzi w swej książce Our Final Hour („Nasza ostatnia godzina”), że zaawansowana nauka i technologia niesie z sobą tyleż ryzyka katastrofy co szansy na rozwój. Rees nie jest zwolennikiem zatrzymania rozwoju naukowego, ale nawołuje do zwiększenia środków bezpieczeństwa i być może do skończenia z tradycyjną akademicką otwartością.
Zwolennicy zasady ostrożności, tacy jak ruch Zielonych, także wolą powolny, ostrożny postęp, a nawet zastój w potencjalnie niebezpiecznych obszarach. Niektórzy z nich wierzą, że najpierw powinna się zorganizować inteligencja kolektywna ludzkości by przygotować ją na zagrożenia ze strony sztucznej inteligencji, która nie posiada ludzkiej moralności.
Transhumaniści ripostują, że skoro propozycje Joya, Lasna, Reesa czy Zielonych są nierealistyczne, a czasem nawet szkodliwe, społeczeństwo powinno podjąć świadome kroki by spowodować szybkie, a przy tym bezpieczne, nadejście korzyści z nowych technologii.
W swej książce Our Posthuman Future (polski tytuł „Koniec człowieka”), neokonserwatywny ekonomista polityczny Francis Fukuyama wygłasza pogląd, że transhumanizm może tak naprawdę krytycznie zaszkodzić postępowym ideałom liberalnej demokracji przez fundamentalną zmianę natury ludzkiej i ludzkiej równości. „Biokonserwatyści” pokroju Fukuyamy utrzymują, że każda próba zmiany naturalnego stanu człowieka (jak klonowanie człowieka czy ingerencja w ludzki DNA) jest z gruntu niemoralna.